# NGC 2740
NGC 2740 ist eine Balken-Spiralgalaxie vom Hubble-Typ SBab im Sternbild Großer Bär. Sie ist schätzungsweise 397 Millionen Lichtjahre von der Milchstraße entfernt.
Das Objekt wurde am 17. Februar 1831 vom britischen Astronomen John Herschel entdeckt.